# 毕宿增五
金牛座45，又名BD+05 601，HD 26462、SAO 111648、HR 1292，是金牛座的一颗恒星，视星等为5.72，位于銀經186.58，銀緯-31.73，其B1900.0坐标为赤經4h 6m 0.8s，赤緯+5° -31.73′ 46″。